# Russell Hardie
Pour les articles homonymes, voir Hardie.
William Russell Hardie est un acteur américain, né le 20 mai 1904 à Buffalo, dans l'État de New York, et mort le 21 juillet 1973 à Clarence (État de New York).

## Filmographie partielle
- 1930 : The Costello Case, de Walter Lang : Jimmie
- 1933 : Les Pantins (Broadway to Hollywood), de Willard Mack : Ted Hackett Jr.
- 1933 : Danseuse étoile (Stage Mother), de Charles R. Brabin : Fred Lorraine
- 1934 : Les Hommes en blanc (Men in White), de Richard Boleslawski : Dr. Mike Michaelson
- 1934 : Le Mystère du rapide (Murder in the Private Car), de Harry Beaumont : Blake
- 1934 : L'Agent n° 13 (Operator 13), de Richard Boleslawski : Lieutenant Gus Littledale
- 1934 : La Môme Mona (Pursued), de Louis King : David Landeen
- 1934 : As the Earth Turns, d'Alfred E. Green : Ed
- 1936 : Meet Nero Wolfe, de Herbert J. Biberman : Manuel Kimball
- 1951 : The Whistle at Eaton Falls, de Robert Siodmak : Dwight Hawkins
- 1958 : Un tueur se promène (Cop Hater) : Lieutenant-détective Byrnes
- 1964 : Point limite (Fail-Safe), de Sidney Lumet : Le général Stark